# Tony Iommi
Anthony Frank Iommi (Birmingham, 19 de febrer de 1948) és un guitarrista, compositor i productor anglès. Va ser guitarra solista, cofundador i líder del grup de heavy metal Black Sabbath, i en fou el compositor principal i únic membre que s'hi ha mantingut durant gairebé cinc dècades. Iommi es va considerar el número 25 a la llista dels 100 guitarristes més grans de tots els temps segons Rolling Stone en l'edició de 2015.
Quan treballava en una fàbrica, d'adolescent, Iommi va perdre les puntes del dit del mig i de l'anular en un accident, cosa que va tenir un impacte crucial en el seu estil d'interpretació. El 1968 va deixar Black Sabbath (que llavors s'anomenaven Earth) per anar a Jethro Tull, però no va gravar res amb ells, i el 1969 va tornar a Black Sabbath. El 2000, va publicar el seu primer disc en solitari Iommi, seguit per Fused el 2005, on col·laborava el seu antic company de grup Glenn Hughes. Després de Fused, va fundar Heaven & Hell, que es va desfer després de la mort el 2010 de Ronnie James Dio.
El 2011, va publicar la seva autobiografia, titulada Iron Man: My Journey Through Heaven and Hell with Black Sabbath.

## Primers anys
Iommi va néixer a Birmingham, i era el fill únic de Sylvia Maria (Valenti de soltera, nascuda a Palerm) Iommi i Anthony Frank Iommi. La família de la mare tenia vinyes a Itàlia. La família era catòlica, encara que anaven poc a missa. La casa familiar, a la zona de Park Lane, a Aston, també tenia una botiga que era lloc de trobada per al veïnat, i la sala d'estar servia de magatzem de la botiga. La mare es cuidava de la botiga, mentre que el pare era d'ofici fuster.
Va anar a l'escola de Birchfield Road, on també estudiava el seu futur company de grup Ozzy Osbourne, un any més petit. Als 8 o 9 anys, mentre el perseguia un altre nen, Iommi va caure i es va fer un tall al llavi superior. De resultes, li van posar el mot "Cara tallada" (Scarface), que li recordava contínuament la cicatriu, i es va acabar deixant bigoti per tapar-la.
Cap als 10 anys d'edat, Iommi va començar a fer esport i va aprendre judo, karate, i després boxa per protegir-se de les bandes locals que es reunien al seu barri. Veia que podia arribar a ser porter de nightclub. Iommi volia tocar la bateria al principi, però feia massa soroll i ja d'adolescent va triar la guitarra, inspirat per gent com Hank Marvin i the Shadows. Sempre ha tocat com a esquerrà. Quan va acabar l'escola, Iommi va treballar poc temps de llauner i després va entrar en una fàbrica que feia anells. Va declarar que en algun moment havia treballat en una botiga de música, però va plegar quan el van acusar falsament de robatori.

### Accident
Als 17 anys, Iommi va perdre les puntes dels dits del mig i anular de la mà dreta en un accident industrial, l'últim dia que treballava en una fàbrica de planxes de metall. Iommi va descriure com li "van dir 'no tornaràs a tocar mai més'. Era simplement increïble. Vaig seure a l'hospital amb la mà en una bosa i vaig pensar, ja està – Estic acabat. Però al final vaig pensar 'No ho acceptaré, això. Hi ha d'haver una manera que pugui tocar'." Després de l'accident, el capatàs de la fàbrica li va posar una gravació del famós guitarrista de jazz Django Reinhardt, que el va inspirar per continuar sent músic. Com va escriure més endavant Iommi:
 Llavors els va embolicar en un teixit retallat d'una jaqueta de pell vella. Eren ..."El meu amic va dir, "Escolta com toca aquest", i vaig dir, "De cap manera! Escolta algú com toca la guitarra és ben bé l'última cosa que vull fer ara mateix!" Però anava insistint i al final em va posar el disc. Li vaig dir que em semblava que era molt bo i llavors va dir, 'Doncs saps, està tocant només amb dos dits a la mà del trast per una ferida que es va fer en un terrible incendi.' Em vaig quedar totalment garratibat amb aquesta revelació i vaig quedar tan impressionat pel que acabava de sentir que de sobte em vaig inspirar per tornar a provar de tocar." 
Inspirat per la manera de tocar la guitarra amb dos dits de Reinhardt, Iommi va decidir de tornar a practicar, malgrat que la ferida encara li feia força mal. Encara que ho podria haver fet, Iommi no es va plantejar mai seriosament canviar de banda i aprendre a tocar com a dretà. En una entrevista amb la revista Guitar World, li van preguntat si "mai havia estat temptat de canviar i tocar com a dretà." Iommi va respondre:
Si hagués sabut el que sé ara probablement hauria canviat. En aquell moment ja feia dos o tres anys que tocava, i em semblava que havia tocat molt temps. Vaig pensar que no seria mai capaç de canviar la manera com tocava. La realitat és que no feia pas gaire que tocava, i probablement hauria pogut passar el mateix temps aprenent a tocar amb la dreta. Sí que ho vaig provar, però és que no tenia paciència. Em semblava impossible. Vaig decidir d'espavilar-me amb el que tenia, i em vaig fer unes puntes de dits de plàstic. Vaig perseverar-hi.
Al final va decidir continuar tocant com a esquerrà. Per fer-ho, va fer-se uns didals casolans per als dits mutilats, per allargar-los i protegir-los; els didals estaven fets amb una ampolla vella de Fairy – "la vaig fondre, vaig agafar un soldador i li vaig donar forma de dit" – i va tallar trossos d'una jaqueta de pell per tapar la seva nova pròtesi casolana, cosa que creava dos problemes tècnics. Primer, els didals no li deixaven sentir les cordes, donant-li una tendència a pressionar-les molt. Segon, tenia dificultat per doblegar les cordes, fent que hagués de buscar-ne de diàmetre fi. Però en aquella època, Iommi recordo que no se'n fabricaven, i n'agafava de banjo, fins al voltant de 1970–71 quan Picato Strings en va començar a fer de diàmetre fi per a guitarra. A més, feia servir els dits mutilats de forma predominant per marcar acords en comptes de fer-hi solos d'una nota. El 1974, Iommi va explicar a la revista Guitar Player que els didals "el van ajudar amb la tècnica" perquè havia de fer servir el dit xic més que no pas abans de l'accident. Més endavant, també va començar a afinar la seva guitarra a tons més baixos, arribant de vegades fins i tot a 3 semitons per sota de l'afinació de guitarra estàndard (p.ex., a "Children of the Grave", "Lord of this World", i "Into the Void", totes de l'àlbum Master of Reality). Encara que Iommi afirma que l'objectiu principal de fer-ho així era crear un "més gros, més pesat", afluixar les cordes facilita que es puguin doblegar.
Iommi va fer una reflexió el 2016 dient que el que li sap més greu és perdre les puntes dels dits.
Va acabar sent una càrrega. Hi ha gent que creu que l'accident va inventar el heavy metal. Em va ajudar a inventar un nou tipus de música. Toco un so nou, i un estil diferent de tocar, i una mena de música diferent. Realment, va resultar ser una cosa bona a partir d'una de dolenta. Però no sé si va anar així. Només és una cosa amb què he hagut d'aprendre a viure. Afecta el teu estil de tocar; no pots sentir les cordes, i hi ha alguns acords que no puc fer. Al principi de tot els metges em van dir: "No tocaràs la guitarra". Però jo creia que ho podia fer, i ho vaig fer.

## Carrera

### Abans de Black Sabbath
Iommi havia tocat en uns quants grups de blues/rock, dels quals un dels primers va ser els Rockin' Chevrolets entre 1964 i 1965. El grup actuava regularment. Més endavant Iommi va anar amb The Birds And Bees, i quan els van oferir feina a Alemanya, Iommi va decidir deixa la feina a la fàbrica per aprofitar l'oportunitat. Entre 1966 i 1967, Iommi va tocar en un grup anomenat the Rest. Fou allà que Iommi va conèixer el futur bateria de Black Sabbath Bill Ward, que llavors també cantava a més de tocar la bateria.
El 1968, des de gener fins a juliol Iommi va fer de guitarra a Mythology, i Ward s'hi va unir al cap d'un mes, a mitjans de febrer. El maig de 1968 la policia va entrar al pis on assajava el grup i hi van trobar reïna de cànnabis resin, cosa que va suposar una multa per als membres del grup. Però el més greu és que a partir de llavors va ser molt complicat trobar actuacions per a la banda, perquè la majoria de propietaris dels locals evitaven els grups que es podien relacionar amb les drogues. Mythology es va separar després d'una actuació a Silloth el 13 de juliol de 1968.
L'agost de 1968, al mateix temps que plegava Mythology, un altre grup de Birmingham anomenat Rare Breed també ho feia. El seu cantant, Ozzy Osbourne es va ajuntar amb Iommi i Ward quan aquests dos van contestar un anunci d'una botiga de música local que deia "Ozzy Zig Requires Gig – has own PA" (Ozzy Zig Demana Bolo – té amplificador propi). Com que encara faltava un baixista, Osbourne va parlar del seu antic company de grup a Rare Breed Geezer Butler, i el van contractat, juntament amb el guitarra "slide" Jimmy Phillips i el saxo Alan "Aker" Clarke. Aquest grup de sis persones es van anomenar the Polka Tulk Blues Band. Després de només dues actuacions, Phillips i Clarke foren acomiadats del grup, que aviat va reduir el nom a Polka Tulk.

### Earth i Jethro Tull
Iommi, Butler, Ward, i Osbourne van canviar el nom del grup a Earth el setembre de 1968. El mateix mes Iommi va marxar per poc temps per anar amb Jethro Tull. Va durar-hi poc, però: després de només dues actuacions (una aparició a "The Rolling Stones Rock & Roll Circus" on només cantava l'Ian Anderson i la resta del grup feia veure que tocava, i una actuació en directe a la BBC), Iommi va tornar a Earth el novembre de 1968.
Sobre la seva breu relació amb el cantant de Jethro Tull Ian Anderson, Iommi digué:
En vaig aprendre molt, d'ell, ho he de reconèixer. Vaig aprendre que has de treballar-t'ho. Has d'assajar. Quan vaig tornar i vaig reunir el grup (Earth), em vaig assegurar que tothom es llevava d'hora al matí i assajava. Solia anar-los a buscar. En aquella època era l'únic que sabia conduir. Solia portar el cony de furgoneta i els feia llevar a tres quarts de nou cada matí; que, per nosaltres, creu-me, era d'hora aquella època. Els vaig dir, "Ho hem de fer així perquè així és com ho feien a Jethro Tull". Tenien un horari i sabien que treballarien de tal hora fins a tal altra. Vaig provar-ho amb el nostre grup i ens hi vam posar. Va funcionar. En comptes de passar-hi a qualsevol hora, era molt com si diguéssim, "Fem-ho!"

### Black Sabbath
L'agost de 1969, després que els confonguessin amb un altre grup que s'anomenava igual, i que havia tingut algun èxit menor a Anglaterra, el grup es va canviar el nom a Black Sabbath. El seu accident va afectar el so de Black Sabbath; Iommi havia modificat l'afinació de la seva guitarra al disc Master of Reality de 1971, abaixant la tensió de les cordes perquè li fessin menys mal les puntes dels dits. El baixista de Black Sabbath Geezer Butler va fer el mateix per anar igual que en Iommi. Sabbath fou un dels primers grups que van canviar l'afinació, i la tècnica es va convertir en una característica del heavy metal. Iommi combinava solos de guitarra a l'estil del blues i riffs foscos en clau menor amb un to revolucionari molt amplificat i distorsionat, amb el seu ús dels power chords, un pedal treble booster modificat i una Gibson SG.

Iommi (1970)

Cap a finals de la dècada de 1970, Black Sabbath tenien problemes d'abús de substàncies, de gestió del grup i cansament per les gires. A més, els riffs lents de blues que feia el grup es començaven a veure passats de moda al costat de la nova generació de grups heavy com Judas Priest i Motörhead. Quan els àlbums Technical Ecstasy i Never Say Die! van tenir alguna crítica dolenta, Iommi i Butler van decidir que els Sabbath necessitaven una renovació i per tant, l'estiu de 1979, van substituir Osbourne per Ronnie James Dio, l'antic cantant de Rainbow. Amb Dio, Black Sabbath va fer Heaven and Hell, un àlbum que intentava posar al dia el so de Black Sabbath per a la dècada de 1980 i incloure les veus cridaneres que caracteritzaven l'escena NWOBHM (New Wave of British Heavy Metal). A mitja gira de 1980, Bill Ward va plegar per problemes amb l'alcohol i per la seva desaprovació amb la direcció on Dio portava el grup. Fou substituït per Vinny Appice. Amb Iommi i Geezer Butler com a únics membres originals, aquesta formació va produir Mob Rules. Dio va plegar l'any següent per començar una carrera en solitari, i els Sabbath van començar una rotació de personal contínua durant la següent dècada, amb una successió de cantants: Ian Gillan, Glenn Hughes, Ray Gillen, i Tony Martin. Quan Ian Gillan va tornar a Deep Purple el 1984, Geezer Butler també va plegar. Amb els Sabbath aturats, Iommi va gravar el seu primer disc en solitari, titulat Seventh Star. A l'àlbum hi col·laborava Glenn Hughes (que també havia estat a Deep Purple) a la veu, però per pressions de la discogràfica, es va presentar com un disc de "Black Sabbath featuring Tony Iommi".
El 1992, Iommi va actuar al concert d'homenatge a Freddie Mercury, tocant quatre cançons amb els Queen i altres artistes convidats. Geezer Butler també va tornar als Sabbath aquell any. L'any següent, Iommi es va ajuntar amb un altre grup del Black Country, els Diamond Head i va ser coautor de la cançó "Starcrossed (Lovers in the Night)" del seu àlbum de 1993 Death and Progress. Al concert de "comiat" d'Osbourne a Costa Mesa el 1992, Dio es va negar a actuar i va deixar del grup sobtadament. De resultes, van haver de contractar Rob Halford per cantar en dues actuacions (Halford també va cantar un cop a la gira de 2004 Ozzfest, quan Osbourne no podia cantar per una bronquitis). Després de les cançons en solitari d'Osbourne, l'actuació va acabar amb els altres membres de la formació original de Black Sabbath tornant-se a ajuntar per tocar quatre cançons.
Black Sabbath va fer dos àlbums més amb Tony Martin fins que la formació original es va reunificar per fer gires el 1997. Encara que Bill Ward va tocar als dos concerts inicials de reunió al Birmingham NEC el desembre de 1997, no hi va ser a les dues gires de reunió següents; la segona absència fou deguda a un atac de cor. Ward fou substituït per Mike Bordin i després Vinny Appice.
L'11 de novembre de 2011, els membres originals del grup va anunciar que es tornaven a unificar i gravarien un disc nou, encara que Bill Ward no hi va participar i Brad Wilk el va substituir a la bateria per a les sessions. El nou àlbum, 13, es va publicar el juny de 2013.

### Carrera en solitari
El 2000, Iommi va publicar el seu primer àlbum en solitari pròpiament dit, titulat Iommi. A l'àlbum hi col·laboraven alguns cantants convidats, com Ian Astbury, Skin, Henry Rollins, Serj Tankian, Dave Grohl, Billy Corgan, Phil Anselmo, Peter Steele, i Osbourne. A finals de 2004 es va publicar el seu segon disc en solitari, titulat The 1996 DEP Sessions. Aquest àlbum s'havia gravat el 1996 però no s'havia públicament mai oficialment. No obstant, n'hi havia una còpia pirata anomenada Eighth Star. Glenn Hughes cantava a l'àlbum i va continuar col·laborant-hi al seu tercer disc en solitari, Fused. Es va publicar el 12 de juliol de 2005, i el bateria de John Mellencamp, Kenny Aronoff completava la formació.
Iommi va signar un contracte amb la productora de cinema de Mike Fleiss, Next Films per fer la banda sonora d'una sèrie de pel·lícules de terror titulada Black Sabbath.
Des de 1989 Tony Iommi ha estat implicat en el projecte Rock Aid Armenia. L'octubre de 2009 Iommi i el seu company Ian Gillan van rebre l'Orde d'Honor – la distinció més alta d'Armènia, de mans del Primer Ministre d'Armènia, per la seva ajuda després del terratrèmol de 1988. Van formar el supergrup WhoCares i van gravar un senzill titulat "Out of my Mind", que es va publicar el 6 de maig de 2011 a benefici de l'escola de música que s'havia de construir a Gyumri, Armènia. El gener de 2012, quan es va anunciar que Iommi tenia un limfoma de fase 3, el Primer Ministre armeni li va enviar una carta d'ànim: "Sabem que el teu esperit és tan fort com sempre, i creiem sincerament que el geni de la teva inspiració que et guia en el treball per al nou àlbum de Black Sabbath es transformarà en una injecció de força i energia que ara necessites, quan les coses es torcen".

### Heaven & Hell

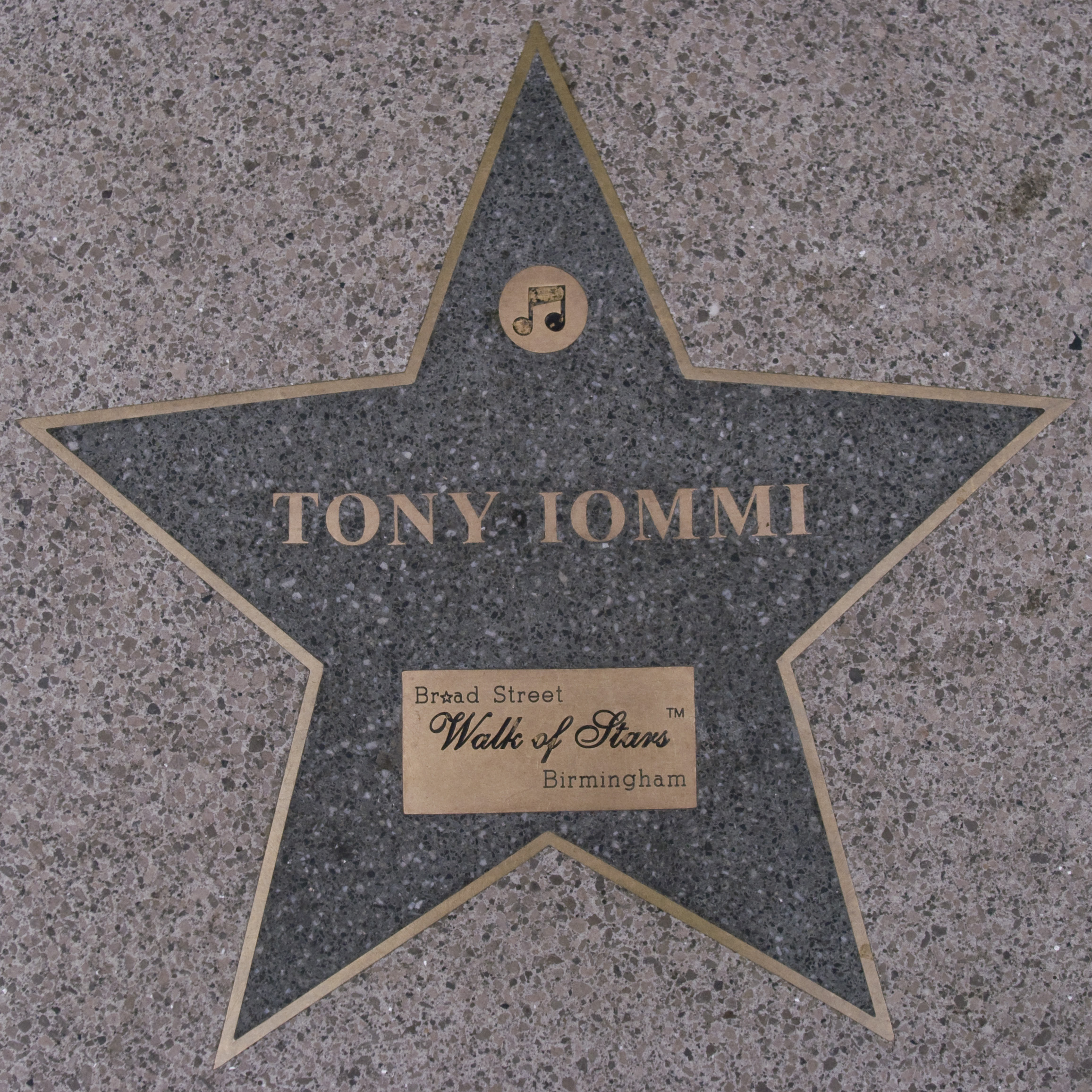
Estrella al Passeig de les estrelles de Birmingham

L'octubre de 2006 es va anunciar que Iommi tornaria a fer una gira amb Ronnie James Dio, Geezer Butler i Bill Ward, però amb el nom Heaven & Hell. Més endavant es va anunciar que Ward havia decidit no participar-hi i es va contractar Vinny Appiceper substituir-lo. Rhino Records va publicar The Dio Years (com a disc de 'Black Sabbath') el 3 d'abril de 2007. L'àlbum presentava cançons antigues amb Dio i també incloïa tres cançons noves gravades amb Dio i Appice.
El grup va començar una gira pels Estats Units l'abril de 2007 amb Megadeth i Down de teloners. La gira va acabar el novembre a Anglaterra amb previsions de fer un àlbum el 2008. Durant aquest període, l'actuació del grup al Radio City Music Hall de Nova York es va publicar en format de DVD i CD amb una versió en vinil al Regne Unit el 2008. Durant l'estiu de 2008 el grup va participar en el Metal Masters Tour juntament amb Judas Priest, Motörhead i Testament. El primer i únic disc en estudi del grup, The Devil You Know, es va publicar el 28 d'abril de 2009.
Dio va morir de càncer d'estómac el maig de 2010 i el 14 de juny, Iommi va anunciar que Heaven & Hell farien un últim concert d'homenatge a Ronnie James Dio al festival High Voltage, a Londres el 24 de juliol de 2010. Va ser l'última actuació del grup amb aquest nom.

### Festival de la Cançó d'Eurovisió
Iommi va compondre la cançó "Lonely Planet" que fou interpretada per Dorians en representació d'Armènia al Festival d'Eurovisió de 2013.

## Vida privada
Iommi va comprar-se la primera casa a Stafford, Anglaterra, el 1972. També va comprar-hi una propietat al costat per als seus pares.
Iommi s'ha casat quatre vegades.
- A finals de 1973, Iommi es va casar amb Susan Snowdon, que li havia presentat qui llavors era el mànager de Black Sabbath, Patrick Meehan.[42] La cançó "Fluff", una composició instrumental de Iommi que es va publicar més endavant a l'àlbum Sabbath Bloody Sabbath album, es va tocar mentre la núvia arribava a l'altar.[43] El bateria de Led Zeppelin John Bonham va ser el padrí de Iommi a la cerimònia.[44] El matrimoni va durar tres anys. Iommi va dir en una entrevista a Guitar World el 1991 que els problemes en la gravació i la mescla de l'àlbum Technical Ecstasy de 1976 van contribuir al fracàs del seu matrimoni.
- Iommi es va casar amb la model americana Melinda Diaz el 1980. Van tenir una filla, Toni-Marie Iommi, el 1983, que va ser cantant del grup LunarMile.[45] Iommi es va divorciar de Melinda a mitjans de la dècada de 1980.[46] Quan la Toni-Marie tenia 12 anys, Iommi va aconseguir-ne la custòdia després que fos enviada a una família d'acollida. La Toni-Marie ha explicat que la seva infantesa amb una mare amb desequilibris mentals va ser difícil, però que el seu pare "la va salvar". Ha declarat que amb el seu pare va poder recuperar la confiança en les altres persones.[47] Mikko "Linde" Lindström, el guitarra del grup finès HIM, es va comprometre amb Toni-Marie l'agost de 2010.[48] El 2013, es va informar que havien partit peres.[49]
- Entre 1986 i 1987, Iommi va conèixer una anglesa que es deia Valery, i després de sis anys de relació es van casar. Tenia un fill d'una relació prèvia que es deia Jay. Es van divorciar a finals dels anys 1990.[50]
- El 2005, Iommi es va casar amb Maria Sjöholm, antiga cantant del grup de metall alternatiu suec Drain STH. Es van conèixer cap a 1998, quan ell estava preparant música per a Drain STH. Al cap d'un any parlant per telèfon, el 1999, Maria es va traslladar a Anglaterra i va anar a viure a casa d'en Tony. El 19 d'agost de 2005, sense dir-ho a ningú, es van casar a l'hotel Sunset Marquis. Al seu llibre, Tony diu que el casament secret va ser la "Millor cosa que he fet mai!".[51]

A mitjans de la dècada de 1980, Iommi va ser durant poc temps parella de la rockera Lita Ford, ex-membre de The Runaways. Iommi va co-produir el seu àlbum en solitari The Bride Wore Black, que encara no s'ha publicat. Ford ha declarat que la seva implicació amb ell durant aquella època va ser estrictament personal i que ell no va tenir cap implicació en l'àlbum. El 1989, va explicar en una entrevista a Kerrang! que "hi ha certa quantitat de mala sang entre el Tony i jo."
El 19 de novembre de 2013, Iommi va rebre un doctorat honoris causa en arts a la Universitat de Coventry. El grau honorífic va ser "en reconeixement de la seva contribució al món de la música popular", i reconeixia "el seu paper com un dels pares fundadors de la música heavy i el fet que és una de les figures més influents de la indústria", segons la universitat. Iommi també és Professor Visitant de Música a la Universitat de Coventry.
Iommi té doble nacionalitat britànica i italiana; va adquirir la italiana perquè la seva mare ho era.

### Malaltia
A principis de 2012, se li va diagnosticar un limfoma en una etapa inicial, del qual es va tractar amb èxit. Les dates de la gira de Black Sabbath de 2013 es van organitzar perquè Iommi pogués tornar al Regne Unit cada sis setmanes per fer un tractament amb anticossos. El 3 de gener de 2014, en un missatge de Cap d'Any, Iommi va anunciar que acabaria el tractament rutinari durant aquell any. Al cap d'alguns mesos, Black Sabbath va anunciar que degut als problemes de salut de Iommi, aquella seria la seva última gira. L'11 d'agost de 2016 Tony Iommi va anunciar que el seu càncer s'havia curat.
Segons una informació de la revista Rolling Stone del 9 de desembre de 2016, Iommi va declarar que s'havia d'operar per treure's un bony de la gola. En una entrevista a la ràdio a principis de 2017, Iommi va explicar que el tumor no era cancerós.

### Religió
Iommi va dir el 2016 que creia en Déu i era catòlic, perquè no havia anat a missa des que era petit. El gener de 2017, una obra coral de Iommi titulada "How Good It Is" – amb una lletra inspirada en el Salm 133 – es va estrenar a la catedral de St. Philip, de Birmingham. Catherine Ogle, la Degana de Birmingham, va dir, "És un regal meravellós que en Tony ha ofert a la catedral".
En la seva autobiografia, Tony escriu que els seus pares eren catòlics però no anaven normalment a missa. Continua dient, 'Jo tampoc no hi vaig, amb prou feines. No sabria pas què fer-hi. De fet, crec en un Déu, però no em sembla que hagi d'insistir-hi gaire'.